# Finiki
Finiki, née le 31 janvier 1979 et morte le 22 mai 2014, est une chanteuse togolaise, surnommée « la reine du kamou ». C'est une artiste chanteuse et compositrice de kamou togolaise très connue pour son attachement aux rythmes traditionnels propres aux Kabiyès (Nord du Togo).
L'International Encyclopedia of Music and Culture parle d'elle comme de la meilleure représentante du style kamou, avec Santy Dorim et l'ancien musicien de reggae Wilfried .
Elle est morte le 22 mai 2014 des suites d'une maladie contractée après une tournée en Europe,. Elle est inhumée au cimetière d'Agoè Sogbossito, dans la banlieue nord de Lomé,,.
Sa dernière prestation internationale a été son spectacle du 27 avril 2013 donné en Allemagne,, lors de la célébration du 53e anniversaire de la fête de l’indépendance du Togo. Elle aurait dû également chanter aux États-Unis (Connecticut) lors du Festival Togo Independance Day, mais n'a pu obtenir un visa pour entrer sur le sol américain.
La Première ministre Victoire Tomegah Dogbé cite l'une de ses chansons parmi les « 10 chansons des pionniers de la musique togolaise les plus écoutés de sa playlist », lors de la Fête de la Musique 2021.

## Discographie

### Albums
- ArabaAraba

### Autres chansons
- Ewolowaa
- Anâ-m
- Eyami
- Séh irou